# سوفولو (ساری‌چام)
سوفولو (به ترکی استانبولی: Sofulu) یک منطقهٔ مسکونی در ترکیه است که در ساری‌چام واقع شده‌است.